# 花崗閃長岩

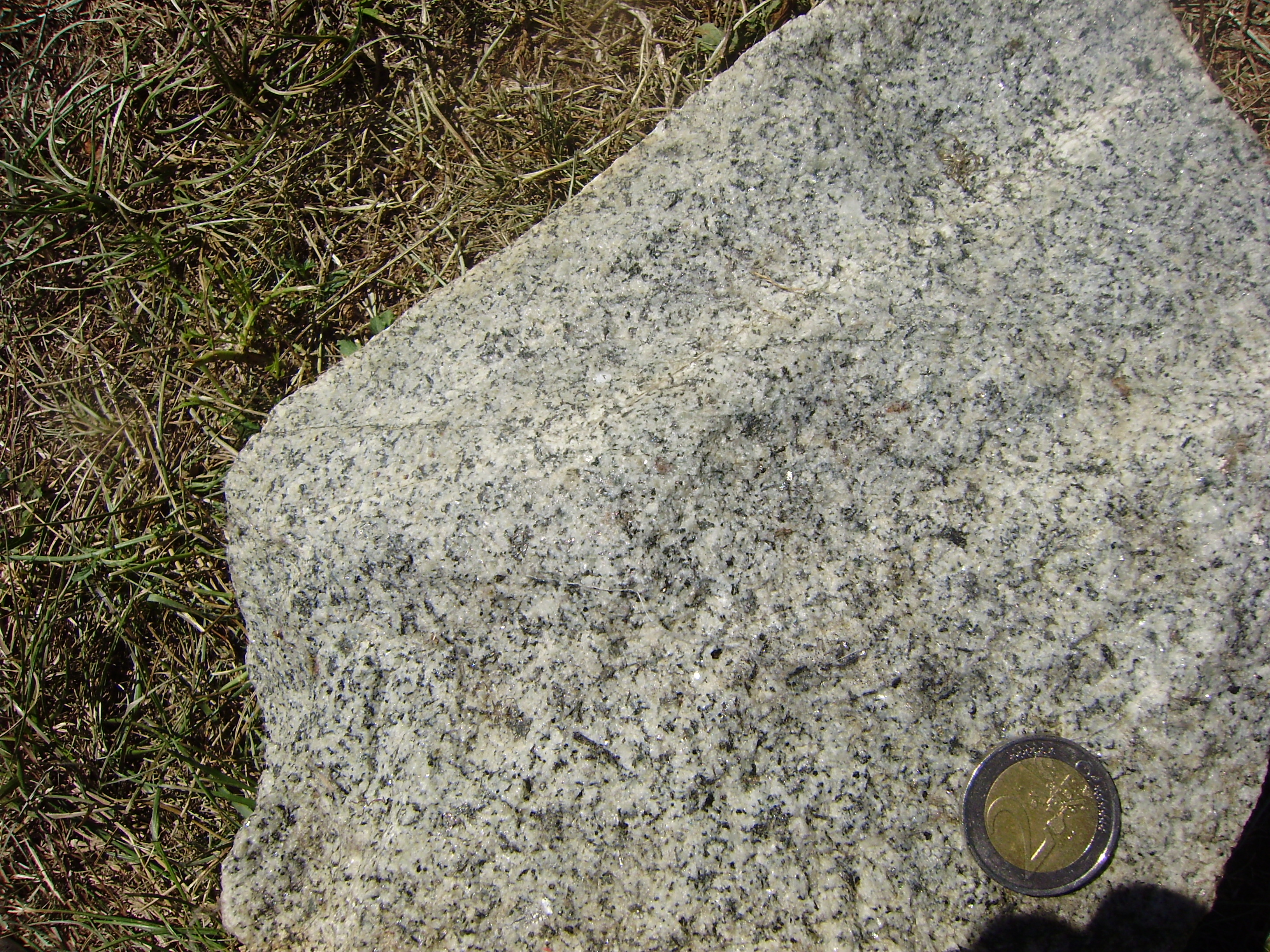
来自法国Massif Central的花岗闪长岩样品

深成岩分类的QAPF分類圖表

火成岩的矿物组合

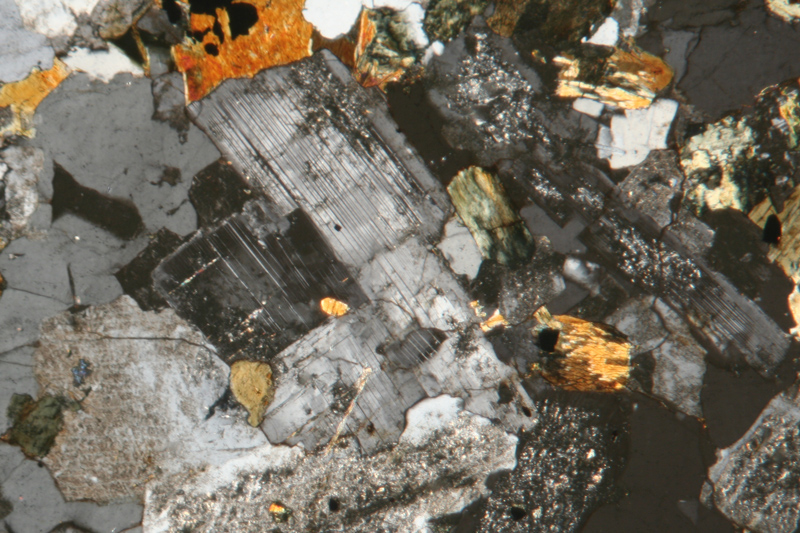
来自斯洛伐克的花岗闪长片的薄片显微照片（在交叉偏振光下）

花崗閃長岩或稱為花岡閃長岩，是一种中酸性的深成岩，是花岡岩类向閃長岩类过渡的中间类型岩石，是一种深成岩，粗粒状，斜長石含量较多，碱性长石含量较少，二氧化矽含量在56%左右，石英含量在20%以上。伴生的主要矿物有铜、铁等。花岡閃長岩在地球上的分布很广，地壳中34%的火成岩是花岡閃長岩，它在所有大陆上都有分布。

## 描述和矿物内含
花崗閃長岩的岩砾比较粗或者中等粗，大多为浅灰色至灰色。岩粒的排列没有规则和方向，但其中有时含有比较大的晶粒。
花崗閃長岩含有长石、石英和云母，其成分和花岗岩相似。与花岗岩不同的是它所含有的斜长石比钾长石多。斜长石可能占总质量的65%以上。一般花崗閃長岩含有的镁铁质矿物也比花岗岩多。由于它含有的铁和镁比较多，因此它处于花岗岩和閃長岩之间，这是它的名字的来源。

## 使用和来源
花崗閃長岩的材料特征与花岗岩类似，並能以被多种方式加工或磨光。
从古代起花崗閃長岩就被使用作為建築原料；在罗马帝国时期它被作為昂贵的材料，开采自埃及。由于坚固的性質，至今天經常被用作地面、楼梯表面、建筑物的表面覆盖和街道地面的材料。花崗閃長岩是最轻的火成岩，並代表处大陆地壳各种岩石的组成。花崗閃長岩在世界各地都有分布。
普通大眾較難区分花崗閃長岩和花岗岩，因此在商業用途里花崗閃長岩往往被称为花岗岩。